# Ægidius Elling
Ægidius Elling, född 26 juli 1861 i Christiania, Norge,  död 27 maj 1949 i Oslo, var en norsk maskiningenjör känd som uppfinnaren av den moderna gasturbinen. Ægidius som också var musikaliskt och konstnärligt begåvad, var bror till musikern och kompositören Catharinus Elling (1858–1942).

## Biografi
Efter examen i maskinteknik från Christianias tekniska skola 1881 fortsatte han att arbeta med gasturbiner, som han hade påbörjat under sin studietid, och fick sitt första patent den 31 oktober 1884. Från 1885 till 1902 arbetade han vid företag som tillverkade ångmaskiner, som Christiania Maskinverksted, Heggholmens Skipsverft och Torskog Mekaniska Verkstad i Sverige. Från 1896 var han disponent för Porsgrund Mekaniske Verksteder.
Samtidigt fortsatte han utvecklingen av sin gasturbin och reste runt i Europa för att studera liknande maskiner. År 1903 hade han framställt den första turbinen som levererade mer kraft än den förbrukade. Denna turbin gav ett effektöverskott på 11 hästkrafter. År 1904 startade han företaget A/S Elling Compressor Co. och 1907 A/S Rotation som var en verkstad. En förbättrad prototyp som kom 1912 hade turbinen och kompressorn i serie, vilket så småningom blev normalformen. Båda finns att se på Norsk Teknisk Museum i Oslo. Det fanns få material på den tiden som tolererade de höga temperaturer som krävs för att uppnå tillfredsställande effektivitet. Hans turbin från 1903 stod emot temperaturer upp till 400° C, men Elling insåg att bättre material behövde användas.

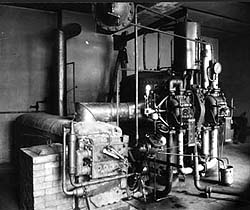
En vidareutveckling av gasturbinen från 1903 gjordes för Christiania Seildugsfabrik 1906. Idag visad på Norska Tekniska museet.
Foto: Okänd

Från 1910 till 1921 arbetade han på Myrens Verksted för att 1923 patentera "Ellings gassturbin" och grunda företaget Ellings Gasturbin 1925. Han lyckades emellertid inte få norsk industri intresserad, och de första framgångsrika experimenten med jetmotor i flygplan gjordes i Frankrike och Storbritannien strax före 1930, mest känd här är Frank Whittle (1907-1996). Elling vann en silvermedalj från Polyteknisk forening 1936 för sin avhandling "turbomaskiner". Under andra världskriget lyckades han hålla tekniken dold för tyskarna.